# 酸性氧化物
酸性氧化物（英語：Acidic oxide; acid anhydride），即可以与碱反应生成盐和水，或是和水反应形成酸的氧化物，有时又被称为某酸酐。
如二氧化碳与氢氧化钠反应生成碳酸钠和水：
CO2 + 2NaOH → Na2CO3 + H2O

## 与酸酐的区别
可以认为「酸酐就是酸性氧化物」这句话在无机化学中是对的，但在有机化学中，很多有机酸脱水后都不是氧化物。

## 常见酸性氧化物
- 二氧化碳(CO2)(碳酸酐)
- 二氧化硫(SO2)(亚硫酸酐)
- 三氧化硫(SO3)(硫酸酐)
- 五氧化二氮(N2O5)(硝酸酐)
- 七氧化二氯(Cl2O7)(高氯酸酐)
- 五氧化二磷(P2O5)(磷酸酐)
- 二氧化硅(SiO2)(硅酸酐)
- 七氧化二锰(Mn2O7)(高锰酸酐)
- 三氧化铬(CrO3)(铬酸酐)
- 三氧化二磷(P4O6)(亞磷酸酐)

更多详见Category:酸性氧化物

## 注意
- 非金属氧化物大多为酸性氧化物，但也不完全是，如一氧化碳(CO)为不成盐氧化物。
- 少部分酸性氧化物为金属氧化物，如七氧化二锰(Mn2O7)。
- 氮氧化物(NOx)中，只有五氧化二氮(N2O5)和三氧化二氮(N2O3)是酸性氧化物，其余均为不成盐氧化物。
二氧化氮(NO2)有时会被误认为是酸性氧化物，事实上二氧化氮与碱反应时歧化生成亚硝酸盐和硝酸盐，所以它为不成盐氧化物。

## 参看
- 碱性氧化物、两性氧化物、不成盐氧化物
- 含氧酸
- 氧化物
- 酸酐